# Dripping Springs (Oklahoma)
Dripping Springs – jednostka osadnicza w Stanach Zjednoczonych, w stanie Oklahoma, w hrabstwie Delaware.